# Ablerus arboris
Ablerus arboris is een vliesvleugelig insect uit de familie Aphelinidae. De wetenschappelijke naam is voor het eerst geldig gepubliceerd in 1932 door Girault.